# Бычок (танец)
Бычок — традиционный русский, белорусский и украинский танец, основанный на топочущих движениях. Музыкальный размер 2/4. Темп умеренный или быстрый. Известен в нескольких хореографических вариантах: наиболее древний близок к хороводам, в которых танцоры имитировали бодания бычков; поздние приближаются к кадрили; встречаются сольные импровизированные варианты. Если исполняется в паре — то на расстоянии друг от друга. Характерны различные выверты и трюковые элементы типа «присядки», «сгибания колен» и другие. Распространён в России, по всей Белоруссии и в центральной Украине.
Бычок мог быть составной частью белорусского обряда «Женитьбы Терешки», где выполнялся под частушки.
В Витебской области в деревне Дзядки Докшицкого района записан один из самых старинных, если судить по его структуре, вариантов. Исполнители брались за руки, стоя в кругу или парами и притоптывая в ритм мелодии, пели четырёхстрочную припевку:
Ах, матулечка, бычка, бычка, бычка,

Разгулялася дачка, дачка, дачка,

Ах, матулечка, цялушачка,

Разгулялася дачушачка.
после чего парами кружились вокруг своей оси со сцепленными в локтях руками.
Русские «Бычок» танцуют под звуки балалайки и песню того же названия, а также под частушки.
Танец воспет Г. Р. Державиным в стихотворении «Русские девушки»:

Зрел ли ты, певец Тииский!

Как в лугу весной «Бычка»

Пляшут девушки российски

Под свирелью пастушка?

Как, склонясь главами, ходят,

Башмачками в лад стучат.

Тихо руки, взор поводят

И плечами говорят?